# Notarius bonillai
Notarius bonillai is een straalvinnige vissensoort uit de familie van de christusvissen (Ariidae). De wetenschappelijke naam van de soort is voor het eerst geldig gepubliceerd in 1945 door Miles.

## Voorkomen
De soort komt voor in de binnenwateren van Zuid-Amerika en in het westen van de Atlantische Oceaan.

## Beschrijving
Notarius bonillai kan een maximale lengte bereiken van 80 centimeter.

## Leefomgeving
De soort komt zowel in zoet, zout als brak water voor en is gebonden aan tropisch water.

## Relatie tot de mens
Notarius bonillai is voor de visserij van beperkt commercieel belang. De soort is volgens de Rode Lijst van de IUCN een bedreigde diersoort.